# Psy (rapper)
Psy (싸이?, SsaiLR, SsaiMR), pseudonimo di Park Jae-sang (박재상?, 朴載相?, Bak Jae-sangLR, Pak Chae-sangMR; Seul, 31 dicembre 1977), è un cantautore, rapper e produttore discografico sudcoreano.
Noto per le coreografie comiche e colorate che accompagnano le sue canzoni e per il suo senso dell'umorismo, ha raggiunto la popolarità a livello globale nel 2012 con la canzone Gangnam Style.

## Biografia
Park Jae-sang è nato il 31 dicembre 1977 nel distretto di Gangnam a Seul, capitale della Corea del Sud. Dopo avere frequentato la scuola dell'obbligo presso l'istituto statale Banpo ha cominciato a formarsi in vista della sua futura professione compiendo gli studi liceali presso la scuola musicale Sehwa. In seguito per gli studi universitari si è trasferito negli Stati Uniti, dove ha studiato economia a Boston. Successivamente ha frequentato il Berklee College of Music. È sposato dal 2006 con Yoo Hye-yeon, dalla quale ha avuto due gemelle nel 2007.

### 2001-2002:Psy from the Psycho World!,Ssa2, controversie e3mai
Ha fatto il suo debutto con l'album Psy from the Psycho World! (pubblicato in Corea del Sud nel 2001), con il quale ha cominciato a scatenare controversie per i contenuti ritenuti «non appropriati» delle sue canzoni. La vendita del suo secondo album, intitolato 싸2 (Ssa2?) e pubblicato nel 2002, è stata vietata ai minori di diciannove anni per le stesse motivazioni. Alla fine dello stesso anno ha pubblicato il suo terzo album 3마이 (3mai?), mentre nel 2004 è stato premiato come migliore cantautore ai Seoul Music Award.

### 2004-2010:Ssajib, servizio militare, il ritorno conRight NowePsyFive
Nel 2004 è stato convocato dall'esercito sudcoreano in seguito all'obbligo di arruolamento imposto a tutti gli uomini di nazionalità sudcoreana tra i 18 e i 35 anni. Tuttavia, in quanto impiegato in un'azienda produttrice di software, è stato svincolato da tale obbligo ed è riuscito comunque a incidere un quarto album di inediti, 싸집 (Ssajib?), pubblicato nel 2006. Nel maggio 2007 è stato accusato dal governo sudcoreano di negligenza nel lavoro ed è stato nuovamente chiamato a svolgere il servizio militare per venti mesi. Nel 2010 ha fatto il suo ritorno con il singolo Right Now (anch'esso censurato dal governo sudcoreano) e che ha anticipato il suo quinto album di inediti PsyFive, vincitore del premio come migliore album dell'anno ai Seoul Music Awards.

### 2012:Gangnam Style
Con il singolo Gangnam Style, pubblicato nel 2012 ha raggiunto sia la popolarità a livello internazionale sia la cima delle classifiche di tutto il mondo: nel video Psy si esibisce in un ballo che simula una cavalcata, inserendo tale coreografia in vari contesti, alcuni dei quali molto originali. Il video ufficiale è stato il primo nella storia di YouTube ad arrivare a due miliardi ed è stato, per un periodo, il video con più visualizzazioni in assoluto. Il 13 aprile 2013 ha pubblicato sul suo canale YouTube il video del primo singolo dopo Gangnam Style, Gentleman. Anche questo video ha riscosso un enorme successo, stabilendo vari primati relativi al numero di visualizzazioni ottenute su YouTube in meno tempo e stabilendo un altro primato per il video più visualizzato in ventiquattro ore. Il 26 maggio 2013 ha aperto la finale di Coppa Italia disputata allo stadio Olimpico di Roma tra Lazio e Roma, cantando e ballando i suoi ultimi due successi, ma venendo ampiamente fischiato da entrambe le tifoserie che assiepavano l'impianto. In un'intervista successiva all'esibizione ha dichiarato di avere compreso la reazione di un pubblico di tifosi appassionati che «voleva vedere solo la partita in quanto una finale, non un artista coreano che apparentemente non aveva niente a che fare con l'evento».

### 2014-2017:Hangover,Psy 8th 4X2=8
L'8 giugno 2014 ha presentato con il rapper statunitense Snoop Dogg al Jimmy Kimmel Live! un nuovo singolo, intitolato Hangover. Pur senza ottenere il successo dei due precedenti singoli, il video del brano raggiunge 45 milioni di visualizzazioni in poco più di quattro giorni. Il 26 marzo 2015 ha fatto il suo ritorno con una nuova versione del singolo Father (originariamente del 2005), realizzata con la collaborazione del famoso pianista cinese Lang Lang. Il 30 novembre dello stesso anno ha pubblicato contemporaneamente i singoli Daddy e Napal Baji con i rispettivi video musicali. I due brani hanno anticipato di un giorno l'uscita del suo settimo album, Psy 7th Album, contenente anche una collaborazione con Ed Sheeran e Will.i.am. Nel maggio 2017 è uscito l'album Psy 8th 4X2=8, anticipato dai singoli New Face e I Luv It.

### 2019-oggi: P-Nation ePsy 9th
Nel 2019 ha fondato la sua casa discografica, P Nation. La prima artista a firmare un contratto, il 25 gennaio 2019, è Jessi; il 27 gennaio 2019 è il turno di Kim Hyun-ah e il suo compagno Dawn, ex membro dei Pentagon, espulsi dalla loro precedente casa discografica, la Cube Entertainment, a causa della loro relazione.
Nel 2022 pubblica il suo nono album in studio Psy 9th con il singolo apripista That That, scritto e prodotto da Suga dei BTS, che partecipa anche al brano come featuring.

## Discografia

### Album in studio
- 2001 – Psy from the Psycho World!
- 2002 – Ssa2
- 2002 – 3mai
- 2006 – Ssajib
- 2010 – PsyFive
- 2015 – Psy 7th Album
- 2017 – Psy 8th 4X2=8
- 2022 – Psy 9th

### Album di remix
- 2005 – Remake & Mix 18 Beon

### EP
- 2012 – Psy 6甲 (Six Rules), Part 1

### Singoli
- 2001 – Bird
- 2001 – The End
- 2002 – Hooray
- 2002 – Singosik
- 2002 – Champion
- 2002 – Paradise (con Lee Jae-hoon)
- 2003 – Home Run
- 2005 – Someday
- 2005 – Delight
- 2005 – Father
- 2006 – We Are the One
- 2006 – Entertainer
- 2006 – Beautiful Goodbye 2 (con Lee Jae-hoon)
- 2007 – Because It's Raining
- 2010 – In My Eyes (con Lee Jae-hoon)
- 2010 – Thank You (con Seo In-young)
- 2010 – Right Now
- 2011 – Shake It (con Noh Hong-chul)
- 2012 – Korea
- 2012 – Gangnam Style
- 2013 – Gentleman
- 2014 – Hangover (con Snoop Dogg)
- 2015 – Napal Baji
- 2017 – I Luv It
- 2017 – New Face
- 2022 – That That (feat. Suga)

### Video musicali
- 2001 – Bird
- 2001 – The End
- 2002 – Hooray
- 2002 – Paradise (con Lee Jae-hoon)
- 2002 – Champion
- 2005 – Delight
- 2005 – Father
- 2005 – Urbanite
- 2006 – We Are the One
- 2006 – Beautiful Goodbye 2 (con Lee Jae-hoon)
- 2006 – Entertainer
- 2006 – Ring for Me Once Again (con Kim Jang-hoon)
- 2010 – Right Now
- 2011 – It's Art
- 2011 – Shake It (con Noh Hong-chul)
- 2012 – Korea
- 2012 – Gangnam Style
- 2012 – Oppa Is Just My Style (con Hyuna)
- 2013 – Gentleman
- 2014 – Hangover (con Snoop Dogg)
- 2015 – Father (con Lang Lang)
- 2015 – Daddy (con CL)
- 2015 – Napal Baji
- 2017 – I Luv It
- 2017 – New Face
- 2017 – Love (con Taeyang)
- 2022 – That That (feat. Suga)